# Stomias lampropeltis
Stomias lampropeltis is een straalvinnige vissensoort uit de familie van Stomiidae. De wetenschappelijke naam van de soort is voor het eerst geldig gepubliceerd in 1969 door Gibbs.